# Antonino Pizzolato
Antonino Pizzolato (Pordenone, 16 de outubro de 1997) é um halterofilista italiano, medalhista olímpico.

## Carreira
Pizzolato conquistou a medalha de bronze nos Jogos Olímpicos de Verão de 2020 em Tóquio, após levantar 365 kg na categoria masculina para pessoas com até 81 kg. Ele também é duas vezes campeão europeu.
Em agosto de 2024, Pizzolato competiu na prova masculina até 89 kg nos Jogos Olímpicos de Verão de 2024, realizados em Paris, França. Ele levantou 384 kg no total e conquistou sua segunda medalha de bronze olímpica. Pizzolato originalmente falhou em todas as três tentativas no Clean & Jerk, mas o júri anulou a decisão unânime dos árbitros de não levantamento em seu levantamento final.